# 霞ケ丘 (ふじみ野市)
霞ケ丘（かすみがおか）は、埼玉県ふじみ野市の町名。現行行政地名は霞ケ丘一丁目から霞ケ丘三丁目。住居表示実施済み区域。郵便番号は356-0006。

## 世帯数と人口
2022年（令和4年）8月1日現在の世帯数と人口は以下の通りである。
| 町丁         | 世帯数    | 人口    |
| ------------ | --------- | ------- |
| 霞ケ丘一丁目 | 1,020世帯 | 1,815人 |
| 霞ケ丘二丁目 | 427世帯   | 1,145人 |
| 霞ケ丘三丁目 | 927世帯   | 1,845人 |
| 計           | 2,374世帯 | 4,805人 |

## 小・中学校の学区
市立小・中学校に通う場合、学区は以下の通りとなる。
| 丁目 | 小学校               | 中学校                 |
| ---- | -------------------- | ---------------------- |
| 全域 | ふじみ野市立西小学校 | ふじみ野市立葦原中学校 |

## 交通

### 鉄道
東武鉄道東上線上福岡駅の西口ロータリーが町内である。

### 道路
国道、県道は町内を通過していない。

## 施設
- ココネ上福岡
  - ふじみ野市ふじみ野市役所出張所
- 東入間警察署霞ケ丘交番
- 西中央公園